# Daniel Powter (album)
Daniel Powter è il secondo album del cantante Canadese Daniel Powter, pubblicato il 26 luglio 2005 in Canada e il 4 aprile 2006 negli Stati Uniti. L'album ha debuttato alla posizione numero 9 nella classifica statunitense con 89 213 copie vendute solo nella prima settimana. L'album è stato il più venduto dell'anno di un artista occidentale nel mercato giapponese.

## Accoglienza
| Recensione           | Giudizio |
| -------------------- | -------- |
| AllMusic             |          |
| Entertainment Weekly | C        |
| musicOMH             |          |
| Rolling Stone        |          |
| Slant Magazine       |          |

Daniel Powter ha ottenuto recensioni miste da parte dei critici musicali. Su Metacritic, sito che assegna un punteggio normalizzato su 100 in base a critiche selezionate, l'album ha ottenuto un punteggio medio di 54 basato su undici recensioni.

## Tracce
Testi e musiche di Daniel Powter.
1. Love You Lately – 3:00
2. Song 6 – 3:30
3. Free Loop – 3:48
4. Bad Day – 3:54
5. Suspect – 3:56
6. Lie to Me – 3:25
7. Jimmy Gets High – 3:40
8. Styrofoam – 3:34
9. Hollywood – 3:34
10. Lost on the Stoop – 4:09
11. Give Me Life – 3:35

Traccia aggiunta nella versione giapponese
1. Stupid Like This – 3:21

## Classifiche

### Classifiche settimanali
| Classifiche (2005-08) | Posizione massima |
| --------------------- | ----------------- |
| Australia             | 14                |
| Austria               | 43                |
| Belgio (Fiandre)      | 32                |
| Belgio (Vallonia)     | 18                |
| Danimarca             | 14                |
| Francia               | 14                |
| Germania              | 42                |
| Giappone              | 4                 |
| Irlanda               | 8                 |
| Italia                | 37                |
| Norvegia              | 6                 |
| Nuova Zelanda         | 6                 |
| Paesi Bassi           | 29                |
| Regno Unito           | 5                 |
| Stati Uniti           | 9                 |
| Svezia                | 26                |
| Svizzera              | 14                |

### Classifiche di fine anno
| Classifica (2005) | Posizione |
| ----------------- | --------- |
| Belgio (Fiandre)  | 67        |
| Francia           | 44        |
| Regno Unito       | 62        |
| Svizzera          | 51        |
| Classifica (2006) | Posizione |
| Stati Uniti       | 129       |